# Cyril Wright
Cyril Macey Wright (Londres, 17 de setembro de 1885 — Bournemouth, 26 de julho de 1960) foi um velejador britânico, campeão olímpico. Ele competiu nos Jogos Olímpicos de Verão de 1920 na classe 7 Metre e conquistou a medalha de ouro na disputa a bordo do Ancora com Robert Coleman, William Maddison e Dorothy Wright.
Por ser um casal a ganhar uma medalha de ouro olímpica juntos pela Grã-Bretanha, Wright e sua esposa conseguiram um feito não repetido até Kate e Helen Richardson-Walsh fazerem parte da equipe britânica que conquistou o ouro no hóquei feminino nas Olimpíadas de 2016. Durante a Primeira Guerra Mundial, ele serviu na Royal Naval Volunteer Reserve .